# Estación de Saint-Fargeau
La estación de Saint-Fargeau es una estación ferroviaria francesa de la línea de Corbeil-Essonnes a Montereau, ubicada en el territorio del municipio de  Saint-Fargeau-Ponthierry, en el departamento de Seine-et-Marne en región Isla de Francia.
Es una estación de la SNCF dedicada a los trenes de la línea D del RER.